# 萱屋町
萱屋町（かやちょう）は、愛知県名古屋市東区の地名。

## 歴史

### 町名の由来
地内に萱葺きの家が多く所在したことに由来するという。

### 沿革
- 元和年間 - 町として整う[WEB 3]。当時は、のちに鍋屋町2丁目となる新町の東に位置することから東新町と称されたという[WEB 3]。
- 1643年（寛永20年） - 萱屋町と改称される[WEB 3]。
- 1878年（明治11年）12月20日 - 名古屋区成立に伴い、同区萱屋町となる[1]。
- 1889年（明治22年）10月1日 - 名古屋市成立に伴い、同市萱屋町となる[1]。
- 1908年（明治41年）4月1日 - 東区成立に伴い、同区萱屋町となる[1]。
- 1976年（昭和51年）1月18日 - 代官町および泉三丁目に編入され、消滅[1]。

### 字一覧
1932年（昭和7年）愛知県教育会発行『明治十五年愛知県郡町村字名調』による名古屋区萱屋町の字。
- 不明（あかず）[2]
- 新道（しんみち）[2]
- 御下屋敷前（おしたやしきまえ）[2]

### WEB
1. ↑  総務省総合通信基盤局電気通信事業部電気通信技術システム課番号企画室 (2014年4月3日). “市外局番の一覧” (PDF).   総務省. p. 7. 2015年5月23日閲覧。
2. ↑  “管轄区域”.   愛知県自動車会議所. 2021年9月23日閲覧。
3. 1 2 3 4  “萱屋町 (kaya)”.   ひがしネット. 2019年4月3日閲覧。

### 書籍
1. 1 2 3 4  名古屋市計画局 1992, p. 739.
2. 1 2 3  名古屋市計画局 1992, p. 916.